# Strikeforce
Strikeforce war ein US-amerikanischer Mixed-Martial-Arts- und Kickbox-Kampfveranstalter mit Sitz im kalifornischen San José. Strikeforce-Events wurden von den Sendern Showtime und CBS übertragen, Highlights und Hintergründe wurden auch auf NBC ausgestrahlt.
Strikeforce wurde 1985 als Kickboxveranstalter von Scott Coker gegründet, der das Unternehmen als CEO leitet. 2006 wandte sich die Organisation dem MMA zu und organisierte seither Kämpfe unter anderem mit Fedor Emelianenko, Gegard Mousasi, Alistair Overeem, Brett Rogers, Fabrício Werdum und Dan Henderson. Strikeforce-Veranstaltungen finden häufig im HP Pavilion in San José statt.
Am 12. März 2011 wurde Strikeforce von Zuffa LLC gekauft, dem Mutterkonzern der UFC. Nachdem Strikeforce weiterhin unabhängig von der UFC geführt wurde und seine Eigenständigkeit behielt, wurde die Organisation schließlich im Januar 2013 in die UFC eingegliedert. Dies bedeutete das Ende der Organisation und ein Großteil der noch unter Vertrag stehenden Kämpfer wechselte in die UFC.